# 羅志鋒
羅志峰，1973年9月6日，前香港足球代表隊成員，曾效力香港甲組足球聯賽球會傑志，現效力去年香港甲組足球聯賽降班至香港乙組足球聯賽球會流浪，其弟羅志焜為香港甲組足球聯賽球會康宏晨曦球員。

## 外部連結
- HKFA （页面存档备份，存于）